# Giovan Pietro Vieusseux
Giovan Pietro Vieusseux (n. 28 de septiembre de 1779 - m. 28 de abril de 1863) fue un escritor y editor italiano de origen suizo.

## Biografía
Nació el 28 de septiembre de 1779 en Oneglia, Liguria, Italia.
Se instaló en Florencia en 1819, después de varios años de viaje de negocios, se dedicó a los estudios literarios. Fundó en 1820 el Consejo de Ministros Vieusseux, que inicialmente fue pensado como un punto de difusión de la lectura de revistas y libros. 
En correspondencia con los principales intelectuales de la época, publicó con Gino Capponi "L'Antologia", una revista de información literaria y política.
La revista organizó, entre otros, los escritos de Pietro Colletta, Giuseppe Mazzini y Tommaseo Nicholas. Un artículo en 1833 provocó la cancelación de la revista.
En 1842 fundó l'Archivio Storico Italiano (Archivo Histórico Italiano).
Falleció el 28 de abril de 1863. Sus restos se encuentran en el Cementerio Inglés de Florencia.

## Legado literario
El político Giovanni Spadolini recogió su legado literario y se comprometió a continuar la publicación de "L'Antologia" (ahora Nueva Antología) y la creación de una fundación que continuase con las tareas después de su muerte, la Fondazione Spadolini Nuova Antologia.

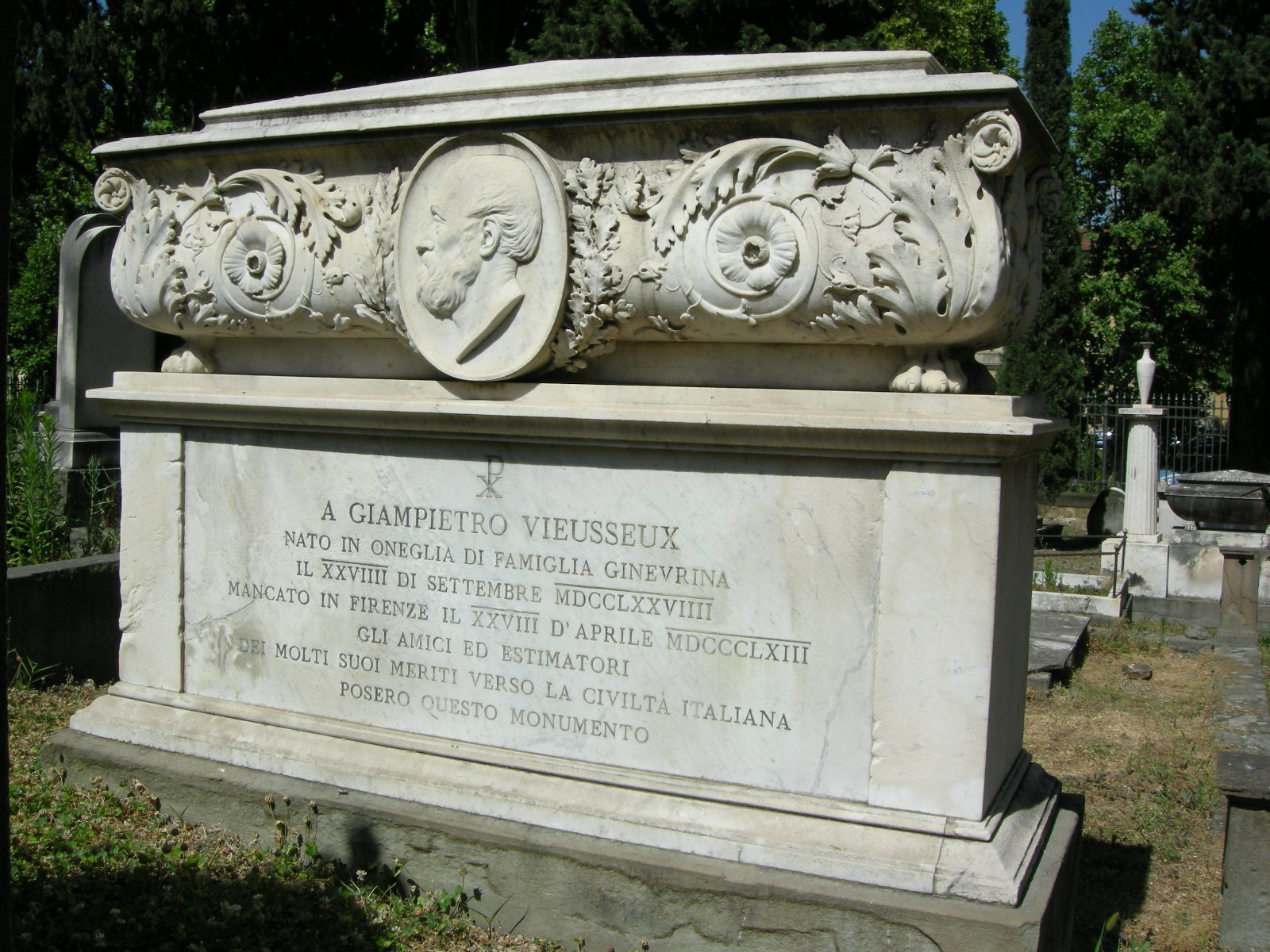
Su tumba en el Cementerio Inglés.

### Escritos, cartas y correspondencias
- Delle condizioni del commercio librario in Italia e del desiderio di una fiera libraria e per incidenza della proprieta letteraria e dell'unione doganale, Florencia, 1844;
- Correspondencias, Gino Capponi, Gian Pietro Vieusseux, Volumen 3, Florencia, Fondazione Spadolini-Nuova antologia, Le Monnier, 1994-1996:
  - 1. 1821-1833, Con introducción de Aglaia Paoletti, prefacio de Giovanni Spadolini;
  - 2. 1834-1850, Con introducción de Aglaia Paoletti; premisa de Cosimo Ceccuti;
  - 3. 1851-1863, Con introducción de Aglaia Paoletti, premisa de Cosimo Ceccuti;